# Zdislavice
Zdislavice – miasteczko i gmina w Czechach, w powiecie Benešov, w kraju środkowoczeskim. Według danych z dnia 1 stycznia 2013 liczyła 542 mieszkańców.